# Vojtěch Hybášek
Mons. Vojtěch Hybášek (27. března 1873 Růžená – 28. listopadu 1947 Lublaň, Slovinsko) byl katolický kněz českého původu, hudebník, propagátor české hudby a spisovatel působící ve Slovinsku.

## Život

### Studium a hudební začátky
Již na gymnáziu v Jindřichově Hradci, kde také maturoval, se velmi zajímal o hudbu. Hrál na housle a zpíval. Po absolvování a ukončení vojenské služby, se rozhodl pro kněžského povolání. Vzhledem k tomu, že v Čechách byly kněžské semináře přeplněné, rozhodl se s několika dalšími přáteli odejít do Lublaně, tehdy součásti Rakouska-Uherska. V semináři byl dobře přijat a byl pověřen vedením sboru. Na kněze byl vysvěcen 22. července 1897 v Lublani.
Jako kněz působil nejprve v Zagorje ob Savi, Smledniku, v Kranji a poté ve farnosti u Sv. Jakuba v Lublani. Na všech působištích vedl pěvecké sbory a malé orchestry. Dne 19. dubna 1906 byl jmenován učitelem zpěvu a hudby na Institutu sv. Stanislava - Knezoškofijski klasici gimnaziji. V roce 1908 se stal v Institutu sv. Stanislava v Šentvidu (slovin. Zavod sv. Stanislava v Št. Vidu) profesorem. Místo učitele hudby si udržel do svého odchodu do důchodu v červenci 1937.

### Hybáškova „škola“
Hybášek zvládal požadované úkoly s lehkostí. Vedl duchovní správu kostela a zároveň i pěveckou školu. Učil hře na housle, klavír, varhany, harmonium a dechové nástroje, takže mohl sestavit i studentský orchestr.
Měl mimořádné organizační schopnosti, ale také dbal na to, aby studenti měli dostatek kvalitní hudební literatury. Stal se tedy jejich konzultantem i pedagogem. Rozpoznal velmi rychle zda mají hudební talent. Z Hybáškovy „školy“ vzešla pak řada známých slovinských dirigentů a skladatelů: Anton Dolinar, Matija Tomc, Alojzij Mav, Vilko Ukmar a Venceslav Snoj. Podle těchto osobností byly pak pojmenovány i některé sbory.
S jeho pomocí se studenti seznámili s hudební teorií na vysokoškolské úrovni a pak se naučili základy harmonie a hudební historii. Při zkouškách pěveckého sboru se jeho absolventi učili zároveň dirigovat. Každý člen orchestru obvykle ovládal hru na několik nástrojů, takže někteří z nich obsáhli rozsahem hraní celý komorní orchestr. Pestré Hybáškova činnosti mu zabíraly celá odpoledne i večery, která věnoval výuce hry na jednotlivé nástroje. Je zajímavé, že v době svého plného nasazení zároveň i tři roky vyučoval češtinu.

### Literární dílo
Byl znám jako publicista. Přispíval delšími i menšími články do časopisu slovinských učitelů Mentor. V roce 1914 vydal: „Laško-slov.-nemški glasbeni slovarček“ (čes. „Italsko-slovinsko-německý slovník hudby“). Jeho fejetony z Gorenjcu vyšly v roce 1914 jako samostatná kniha pod názvem: „Iz ptičjega življenja“. Do slovinštiny překládal díla českého spisovatele Jindřicha Šimona Baara. V roce 1919 vydala Leonova družba jeho překlad Baarovy knihy „Zadnja pravda“ (čes. „Poslední soud“), v roce 1924 pak vyšel překlad knihy: „Po križevem potu“ (čes. „Cestou křížovou“).
Po mnoho let vedl nadaci sirotčince. V roce 1935 se stal čestným členem společnosti Jeglič, ve které byli profesoři i bývalí žáci Institutu sv. Stanislava. Zemřel 28. listopadu 1947 v Lublani.